# Joyce Byers (Stranger Things)
Joyce Byers es un personaje ficticio y una de las protagonistas de la serie de televisión estadounidense de ciencia ficción y terror Stranger Things. Es interpretada por Winona Ryder y creada por los Hermanos Duffer. Dentro de la narrativa de la serie, Joyce es la madre soltera de los protagonistas de la serie Will y Jonathan Byers. En la temporada 4, se convierte en la madre adoptiva de Eleven.
El personaje de Joyce Byers y la actuación de Ryder han sido bien recibidos por la crítica, y le han valido a Ryder numerosos premios y nominaciones, además de contribuir a un renacer en su carrera.

## Caracterización
Ryder se unió al elenco de Stranger Things como Joyce en junio de 2015, junto con el ingreso de David Harbour. La directora de casting de los hermanos, Carmen Cuba, había sugerido a Ryder para el papel de Joyce, lo que los dos se sintieron inmediatamente atraídos por su predominio en las películas de los años ochenta. Levy creía que Ryder podía "arruinar la urgencia emocional y aún encontrar capas y matices y diferentes lados de [Joyce]". Ryder elogió que las múltiples historias del programa la obligaran a actuar para Joyce ya que "está loca, pero en realidad está en algo", y que los productores tenían fe en que ella podría lograr el papel difícil. 
Joyce se diseñó teniendo como inspiración al personaje de Richard Dreyfuss, Roy Neary, en Encuentros cercanos del tercer tipo, ya que parece "absolutamente loca" para todos los demás mientras intenta encontrar a Will. En diciembre de 2017, se reveló que Ryder retomaría su papel principal para la tercera temporada. Ryder también recibió un aumento de sueldo para dicha temporada.

## Biografía del personaje ficticio

### Temporada 1
Joyce Byers es presentada como una madre soltera amable, cariñosa y, a veces, agotada con sus hijos Jonathan y Will. Ella trabaja en una tienda general en el centro de Hawkins y se da a entender que ha tenido un historial de crisis nerviosas.
Cuando su hijo Will desaparece el 6 de noviembre de 1983, Joyce alerta de inmediato al jefe de policía de Hawkins, Jim Hopper, quien fue compañero de clase en la escuela secundaria. Al principio, Hopper descarta sus preocupaciones y sugiere que Will podría estar con su padre Lonnie. Hopper más tarde se convence de que Will está desaparecido después de encontrar su bicicleta abandonada en el bosque que los niños llaman Mirkwood.
Joyce comienza a sentir la presencia de Will en su casa, pero no puede verlo. Ella comienza a recibir misteriosas llamadas telefónicas y se convence de que puede escuchar la respiración de Will en el teléfono, pero las llamadas terminan con la explosión del teléfono por una sobrecarga eléctrica.
Empieza a ser catalogada como loca cuando comienza a ver visiones desvanecidas de Will a través de la pared y piensa que él se está comunicando con ella encendiendo y apagando luces alrededor de la casa, pero ella permanece firme en su fe. Joyce y Jonathan, lloran juntos hasta que Joyce le cuenta sus hallazgos. Él también duda sobre lo que dice, pero luego comienza a darse cuenta de que lo que ella vio era real cuando él visita y descubre el Upside Down, una dimensión alternativa al mundo real con Nancy Wheeler, la hermana del mejor amigo de Will, Mike. Joyce se toma un descanso del trabajo y pide adelantos de su sueldo mientras busca a Will, lo que molesta mucho a su jefe.
Cuando el cuerpo de Will es encontrado en un lago, Joyce duda de que incluso sus propias teorías sean ciertas, pero tiene la esperanza de que lo que encontraron ahogado en un lago no fuera el cuerpo real de Will; sino una copia de alguna manera. Lonnie viene a visitarla y la calma, pero cuando ve lo que ha descubierto de sus intenciones de demandar a la empresa dueña de la cantera donde lo encontraron, le dice que se rinda porque Will se ha ido, pero Joyce explota y le dice que se vaya. Cuando Hopper comprueba que el cuerpo de Will no es real, comienzan a trabajar juntos para descubrir más sobre el misterio, como el hecho de que Martin Brenner y el Laboratorio de Hawkins han puesto micrófonos en su casa.
Buscando información del laboratorio, acompaña a Hooper a visitar a Terry Ives, una mujer ahora en estado catatónico que participó en el Proyecto MKUltra mientras estaba embarazada sin saberlo, y que Terry cree que Brenner secuestró a su hija Jane al nacer debido a sus supuestas habilidades telequinéticas y telepáticas.
A su regreso, se unen a Jonathan, Nancy y los amigos de Will quienes protegen a Once, una niña que escapó del laboratorio que posee poderes telequinéticos, descubriendo que es Jane. Después de conocerla, la ayuda a entrar al Upside Down para encontrar a Will. Junto con Hopper ingresan en las instalaciones de Brenner y acuerdan con él aventurarse en el Upside Down para rescatar a Will, no sin antes trajes de protección radioactiva. Allí, Joyce descubre el cuerpo de Will y, tras reanimarlo, lo lleva de regreso a Hawkins. Will es llevado a casa, sano y salvo, reunido con sus amigos, y Joyce se emociona. Sin embargo, sin que ella lo sepa, Will comienza a toser pequeñas criaturas parecidas a babosas, no muy diferentes a las que ella y Hopper encontraron al acecho en el Upside Down.

### Temporada 2
Para 1984, Joyce esta felizmente saliendo con Bob Newby, uno de sus compañeros de clase en la escuela secundaria. Bob es un nerd adorable que disfruta resolviendo acertijos y odia las películas de terror. Todavía traumatizada por los eventos de la temporada 1, se muestra que Joyce es sobreprotectora con Will, y ya no lo deja andar en bicicleta solo por la ciudad. Con Hopper, Joyce lleva regularmente a Will al Laboratorio Hawkins, donde los médicos del laboratorio controlan su salud y estado mental. Dada su experiencia anterior con el laboratorio, Joyce no confía en el nuevo director del laboratorio, el Dr. Sam Owens, quien reemplazó al Dr. Brenner.
Joyce se preocupa cada vez más por Will, quien comienza a tener "episodios" frecuentes en los que experimenta visiones realistas de que todavía está en el Upside Down. El Dr. Owens le dice que es probable que Will esté experimentando el "efecto de aniversario" de los eventos traumáticos del año pasado. Joyce sigue sin estar convencida, incluso cuando Hopper, tomando como ejemplo su paso por Vietnam, también sugiere que Will simplemente podría estar sufriendo de trastorno de estrés postraumático.
Will sufre un episodio más severo de las visiones y Joyce lo consuela prometiendo investigar más a fondo. Hopper llega a la casa y pregunta si Will puede recordar algo de ese evento. Después de que Joyce le promete a Will que no lo llevará a Owens, Will dice que honestamente no recuerda nada además una figura sombría que había estado dibujando anteriormente. Como no puede describirlo, Joyce le pregunta si puede dibujarlo. Él está de acuerdo, pero cuando Joyce y Hopper observan detenidamente sus imágenes, solo ven garabatos y líneas. Hopper nota que las líneas se conectan y resuelven el rompecabezas.
Hopper queda atrapado en Upside Down y Joyce, Bob, Mike y Will pueden descifrar el rompecabezas, que resulta ser un mapa de la ciudad y rescatarlo. Sin embargo, por el contacto con el fuego, Will ha comenzado a convulsionar de dolor, por lo que lo llevan al laboratorio de Owens para recibir tratamiento y Joyce descubriendo que Will esta poseído. Allí, los Demogorgons escapan y Bob se ofrece a salir para encender la electricidad en las instalaciones. Regresa, pero es devorado por un Demodog (Demodogo) a solo unos metros de la puerta ante la mirada de Joyce. Conmocionada y deprimida, regresa a casa con Jonathan, Nancy, Will y todos sus amigos. Allí, siente rabia por su muerte y decide usar medidas desesperadas. Con el regreso de Once y Will comunicándole por código morse que deben cerrar el portal del laboratorio, el grupo crea un plan donde Joyce, Jonathan y Nancy llevan a Will a la cabaña de Hopper y sabiendo que el llamado Mind Flayer (Desollamentes) le gusta el frío, lo sobrecalientan para que sea expulsado de Will mientras Mike atrae a los Demodogs lejos del portal para que Once pueda cerrarla. Al mes siguiente, Joyce va a dejar a Will al baile de invierno de la escuela y comparte un cigarro con Hopper, aún resignada ante la partida de Bob.

### Temporada 3
Para 1985, sigue trabajando en la tienda, pero resistiendo a la llegada del centro comercial Starcourt, que ha provocado el cierre de las numerosas tiendas del pueblo. En ello, Joyce nota un extraño evento en que los imanes de su nevera no se magnetizan. Su tiempo en el trabajo lo comparte de Hopper a quien le da consejos sobre como llevar la relación de Once con Mike. Hopper le pide a Joyce una cita y ella acepta, pero lo deja plantado mientras va a preguntarle al profesor de ciencias de su hijo Scott Clarke sobre los imanes defectuosos. Él le habla de que puede haber una gran máquina teórica que afecta el campo magnético.
Hopper está enojado con Joyce por haberlo dejado plantado la noche anterior a pesar de no haber sido su intención, pero ella lo convence de que los imanes deben haberse desmagnetizado debido a un dispositivo electromagnético que puede estar en el laboratorio abandonado. Hopper y Joyce van al laboratorio cerrado a investigar, pero Hopper es atacado por Grigori, un soldado ruso. Se escapan y se dirigen al alcalde, donde Hopper, habiéndolo visto antes, se entera de que el alcalde Kline está haciendo negocios inmobiliarios turbios con los rusos. Joyce sospecha que la máquina está en una de esas ubicaciones. En el medio, Hopper la persuade de quedarse en el pueblo enterado de que se quiere ir.
Van a una de las propiedades inmobiliarias y Grigori los ataca nuevamente, pero escapan y secuestran al científico ruso Alexei. Joyce intenta interrogarlo, pero él solo puede comunicarse en ruso. Joyce y Hopper van a ver al teórico de la conspiración Murray Bauman para que los ayude a traducir. Se enteran de que los rusos abrieron el portal al Upside Down usando la máquina y llaman a la CIA.
Joyce y Hopper van a la feria de Hawkins a buscar a sus hijos. Mientras buscan a sus hijos, escuchan a los rusos hablar sobre niños en el centro comercial y se dirigen allí, escapando de Grigori que había asesinado a Alexei. Joyce y Hopper se reencuentran con los niños y tienen la tarea de cerrar el portal subterráneo al Upside Down que los rusos construyeron en Starcourt.
Joyce y Hopper se abren el uno al otro y Joyce accede a tener una cita con él. Son atacados por Grigori y Hopper lucha contra él, pero se queda atascado en la habitación con la máquina y el portal. Ordenada por Hopper, Joyce gira la llave y destruye la máquina que desintegra a todos en la habitación. Joyce cree que Hopper está muerto y adopta a Once. Joyce decide mudar a su familia fuera de Hawkins llevándose a Once con ella.

### Temporada 4
Para 1986, Joyce, sus hijos y Once han comenzado una nueva vida en Lenora, California. Joyce trabaja desde casa como vendedora telefónica de enciclopedias. Ella recibe un paquete misterioso con sellos postales de la Unión Soviética. En el interior, encuentra una muñeca rusa. Ella llama a Murray, quien sugiere que la KGB podría haberle enviado la muñeca con el fin de capturarla por su papel en la destrucción de las operaciones secretas de los soviéticos bajo Starcourt Mall. Se da cuenta de que la muñeca está rota y encuentra una nota dentro, que le dice que Hopper todavía está vivo y le da un número de teléfono para llamar.
Murray llega a California y ayuda a Joyce a llamar al número de teléfono de la nota. Pronto se dan cuenta de que Hopper está encarcelado en la Unión Soviética y que la persona que les envió la nota es uno de sus guardias de la prisión, cuyo nombre en código es "Enzo" por el restaurante italiano donde Joyce y Hopper habían planeado tener una cita. Enzo les dice que lleven $40,000 dólares a Alaska, donde su contacto Yuri los llevará a Kamchatka.
No queriendo hacer ilusiones a Once, Joyce decide no contarles a sus hijos sobre la posibilidad de que Hopper esté vivo. Al decirles a los niños que se va de viaje por trabajo, Joyce y Murray vuelan a Alaska y encuentran a Yuri. Este los traiciona a ellos y a Enzo. Droga a ambos, los ata y los lleva en su avión para entregarlos a los soviéticos. Mientras están a bordo del avión, Joyce convence a Murray de que someta a Yuri, pero accidentalmente lo deja inconsciente, sin dejar a nadie para volar el avión. Se estrellan pero logran llegar a Kamchatka, cerca del gulag donde está encarcelado Hopper.
Joyce y Murray idean un escenario para ingresar a la prisión donde se encuentra recluido Hopper. Entran, pero se horrorizan al ver que él y sus compañeros de prisión se enfrentan a un vicioso Demogorgon. Después de ayudar por poco a Hopper y Enzo a escapar, Joyce se reencuentra con Hopper.
Buscando una salida, Joyce, Hopper, Murray, Enzo y Yuri encuentran Demodogos cautivos en la prisión, aparentemente utilizados como sujetos de experimentos científicos. También ven una tormenta de partículas negras, que les recuerdan la sustancia del Mind Flayer que poseía a Will en 1984.
Se escapan al pueblo cercano, donde Joyce y Hopper finalmente comparten su primer beso. Descubren que sus hijos están en peligro de muerte y luchan contra el Upside Down una vez más. Al recordar la mente de colmena de las criaturas de esa dimensión, Joyce deduce que pueden ayudarlos matando al Demogorgon y los Demodogos que vieron, por lo que deciden volver a entrar en la prisión.
De vuelta en la prisión, Hopper es atacado por un Demodogo, lo que desencadena para Joyce un recuerdo de la muerte de su novio Bob en el Laboratorio. En un momento catártico, Joyce mata al Demodog que ataca a Hopper y lo rescata. Murray usa un lanzallamas para matar al resto de los Demodogos, mientras que Hopper usa una espada para decapitar al Demogorgon adulto. Estas victorias ocurren a tiempo para permitir que Nancy, Robin y Steve ataquen el cuerpo de Vecna en el Upside Down.
Joyce y Hopper se reúnen con sus hijos en Hawkins, antes de observar como el Upside Down ha comenzado a invadir la ciudad.

## Recepción

### Premios y nominaciones
Ryder ganó los Fangoria Chainsaw Awards en la categoría de Mejor Actriz de Reparto de TV, además de ser nominado para los Gold Derby TV Awards a Actriz de Reparto de Drama, y los Premios Globo de Oro en la Mejor Actriz - Serie de Televisión Drama categoría. Ryder también fue nominado a los Satellite Awards en la categoría de Mejor Actriz - Serie de Televisión Drama, los Saturn Awards en la categoría de Mejor Actriz en una Serie de Televisión, y los Screen Actors Guild Awards en la categoría de Mejor Actuación de una actriz en una serie dramática junto con Millie Bobby Brown, quien aparece en Stranger Things como Eleven. 